# Блуд (повість)
«Блуд» (також відома як «Блуд: Україна: розпуста і виродження»)  — роман українського письменника Євгена Гуцало, вперше опублікований 1993 року у видавництві «Український письменник».

## Анотація книги

### Україна
Відомий український письменник виступає в незвичному для нього амплуа: цю його книгу можна вважати своєрідним українським «декамероном». В ній вміщено історії про стосунки чоловіків і жінок у... ліжку. Хтось колись казав, що сексу в СССР не було. Люди знають краще, буденні, пересічні люди, найпотаємніший бік життя ховався і замовчувався...
Ця книга — аж ніяк не порнографія. Євген Гуцало виступає як продовжувач Апулея і Боккаччо на українському ґрунті і водночас як рупор проблем моралі в українському сьогоденні.

## Видання
- 1993 рік — видавництво «Український письменник»[3].